# Anoba triangulifera
Anoba triangulifera là một loài bướm đêm trong họ Erebidae.